# Abdellah Chefchaouni
Pour l’article homonyme, voir Yahia Chefchaouni.
Abdellah Chefchaouni, né en 1925 et mort en 1958, est un homme politique marocain.
Il a été secrétaire d’État aux Finances  le 12 mai 1958 dans le gouvernement Ahmed Balafrej.